# Tisbe (ciudad bíblica)
Tisbe fue, según la tradición, el pueblo de Listib, ubicado a 13 km al norte del río Jaboque. Sin embargo ahora se piensa que es más probable que estuviera localizada en Neftalí, (mencionada en el libro de Tobit 1:2), pues Listib es conocida por haber sido deshabitada durante el periodo del Reino del Norte.

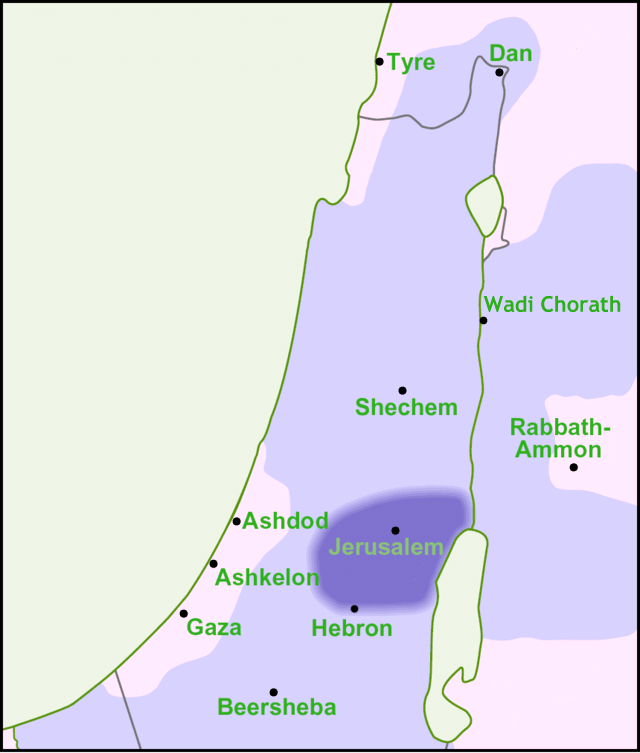
Tisbe está ubicada cerca de Wadi Chorath.

La Biblia en 1 Reyes 17:1 indica que el profeta Elías era de Tisbe en Galaad. Galaad es una región de Gad y Manasés al oriente del río Jordán. Se estima que Tisbe estaba cerca a Wadi Chorath la cual se encuentra al oriente del río Jordán, al norte de Jabes de Galaad, en la región montañosa de Galaad. Aunque algunos se disputan su ubicación, unos pocos creen que el sitio Mar Elías, donde hay un templo bizantino conmemorando su vida es la posible ubicación de Elías. Pero el sitio no está confirmado.
- La palabra hebrea תישבה (thisbe) traduce al español: "que está capturado".